# Parlementaire democratie
| Oranje  | parlementaire republiek                                         |
| Groen   | presidentiële republiek - president gekoppeld aan een parlement |
| Geel    | semi-presidentiële republiek (gedeelde macht president/premier) |
| Blauw   | presidentiële republiek                                         |
| Rood    | constitutionele monarchie                                       |
| Magenta | monarchie met een parlement                                     |
| Paars   | absolute monarchie                                              |
| Bruin   | republiek met een dominerende partij in de grondwet             |
| Beige   | landen waar de politieke rechten in de grondwet zijn opgeschort |

Land naar politiek-systeem.

Een parlementaire democratie is een representatieve democratie waarbij de burgers via gekozen vertegenwoordigers in het parlement, de wetgevende macht, invloed hebben op het beleid. In het parlementair systeem ontleent de uitvoerende macht, de regering, haar mandaat aan het vertrouwen van het parlement. In sommige landen, waaronder België,  wordt dit vertrouwen expliciet gevraagd aan het begin van een regeringstermijn en bij grote politieke spanningen. In andere landen, zoals Nederland, wordt het vertrouwen van het parlement verondersteld totdat het tegendeel blijkt, namelijk wanneer een motie van wantrouwen wordt aangenomen.
Meestal bestaat er een volledige scheiding tussen het staatshoofd (president of monarch) en de regeringsleider, die verantwoordelijkheid aflegt tegenover het parlement.
Voor een goed werkende parlementaire democratie is het van belang dat de burgers grondrechten hebben. Vrijheid van meningsuiting, vrijheid van vereniging, persvrijheid en onafhankelijke rechtspraak werden al door Alexis de Tocqueville gezien als middelen om al te grote staatsmacht te voorkomen.

## Ontstaan
Er zijn verschillende verklaringen voor het ontstaan van parlementaire democratieën. Volgens Otto Hintze had de politieke fragmentatie in de Middeleeuwen tot gevolg dat steden en leenheren hun privileges gingen verdedigen in statenvergaderingen, wat de basis was voor het parlementair stelsel. Volgens Karl Marx was de verstedelijking met haar groeiende invloed van de burgerij belangrijk in de democratisering. Barrington Moore stelde daarop dat de commercialisering van de landbouw het mogelijk maakte om verhoudingen aan te gaan die niet op land, maar op kapitaal gebaseerd waren. Dit verklaart tevens waarom landen waar de feodale verhoudingen langer domineerden, zoals Duitsland en Japan, achterbleven in de democratisering.
Alexis de Tocqueville zag de centralisering van de staatsmacht als belangrijke factor in het democratiseringsproces. Stand werd daarmee ook minder belangrijk. Egalisering zou optreden in complexere samenleving met meer arbeidsdeling. De invloed van de lagere klassen zou daarin toenemen. Ook industrialisatie en alle daarmee samenhangende veranderingen zouden volgens Gerhard Lenski en Robert Dahl een belangrijke rol spelen in het proces. Seymour Martin Lipset stelde dat de welvaartsgroei de klassentegenstellingen temperde en daarmee een belangrijke voorwaarde was. Volgens Stein Rokkan was politieke verdeeldheid binnen de elite dan weer juist een voorwaarde.
Daarnaast speelde de concurrentie tussen de westerse staten een belangrijke rol. Om de economische, industriële en militaire macht te laten groeien, moest een steeds groter beroep gedaan worden op de bevolking. Democratisering fungeerde daarbij als legitimatie om burgers via juridisering steeds meer verplichtingen op te leggen, zoals dienstplicht, belastingplicht en leerplicht.